# Таралежът Соник
Таралежът Соник (на английски: Sonic the Hedgehog) е главният герой в поредицата видеоигри „Sonic the Hedgehog“ на Sega, както и в много комикси и анимации. Той е антропоморфен таралеж, който може да се движи със свръхзвукова скорост. Негови създатели са програмистът Юджи Нака и художникът Наото Ошима. Оригиналната игра „Sonic the Hedgehog“ от 1991 г. е пусната с цел Sega да има талисман, който да се конкурира с талисмана Марио на Nintendo.
През 2020г. Парамаунт Пикчърс правят филма "Соник филмът" с главен герой Соник. През 2022г. правят филма "Соник филмът 2" с главни герои Соник Нъкълс и Теълс.